# VAL (együttes)
A VAL egy  belarusz együttes. Ők képviselték volna Fehéroroszországot a 2020-as Eurovíziós Dalfesztiválon, Rotterdamban, a Da vidna című dalukkal.

## Diszkográfia

### Kislemezek
- 2016: Кто ты есть
- 2016: Ветер во сне
- 2020: Da vidna